# Elly Abeking
Bianka Anna Elly Abeking (geb. Grube, * 29. März 1876 in Berlin; † 13. Mai 1945 in Althagen) war eine deutsche Malerin.

## Leben
Bianka Anna Elly Abeking wurde 1876 in Berlin geboren als Tochter des Direktors der Berliner Sophienschule, einer Städtischen höheren Mädchenschule, Otto Emil Grube (Prof. Dr. phil.) und dessen Frau Johanna Clara, geb. Heimerdinger. Sie erhielt ihren Unterricht in der Berliner Malschule von Wilhelm Müller-Schönefeld, wo sie auch ihren späteren Mann, den Illustrator Hermann Abeking kennenlernte, den sie 1903 heiratete. Die Abekings wohnten in der Kantstraße in Berlin-Charlottenburg, sie kauften 1904 als Sommerresidenz die Büdnereien 14/15 in Althagen auf dem Fischland. 1904 wurde die Tochter Ortrud und 1909 der Sohn Thomas geboren. 

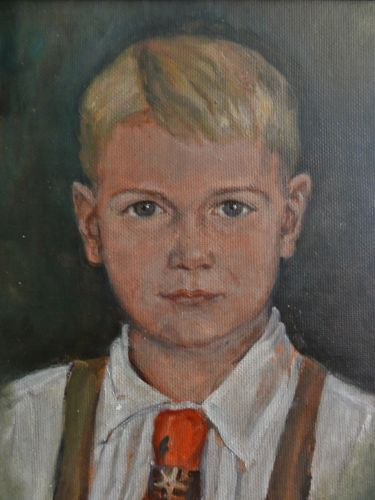
Knabe mit blondem Haar (1943)

Elly Abeking war Landschafts-, Porträt- und Interieurmalerin. Sie war aber auch für die Presse tätig, so zeichnete und malte sie Prominentenporträts, hauptsächlich für die B.Z. des Ullstein Verlages. Sie starb kurz nach Vollendung ihres 69. Lebensjahres in ihrer Büdnerei in Althagen.
Auch ihre Kinder wurden in ihrem Berufsleben künstlerisch tätig: die Tochter Ortrud Elly Abeking (1904–1977) als Schauspielerin und Malerin, der Sohn Thomas Abeking (1909–1986) als Grafiker und Architekt.